# استفانی بیلر
استفانی بیلر (به انگلیسی: Stefanie Biller) (زادهٔ ۳۰ اکتبر ۱۹۸۵) شناگر اهل آلمان است.